# Uperoleia trachyderma
Uperoleia trachyderma är en groddjursart som beskrevs av Tyler, Davies och Martin 1981. Uperoleia trachyderma ingår i släktet Uperoleia och familjen Myobatrachidae. IUCN kategoriserar arten globalt som livskraftig. Inga underarter finns listade i Catalogue of Life.